# Wikimania

Logo-ul Wikimania

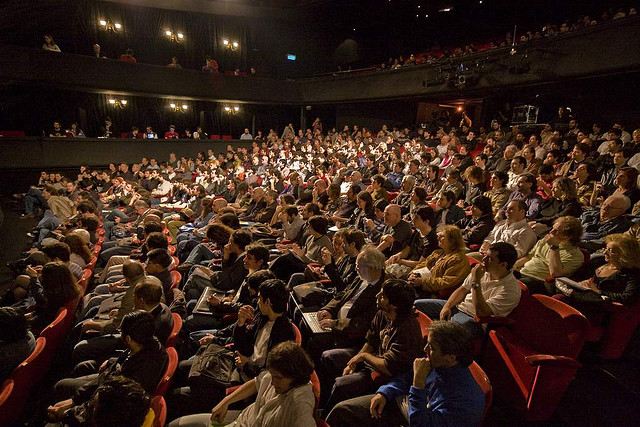
Participanți la Wikimania 2009 din Buenos Aires

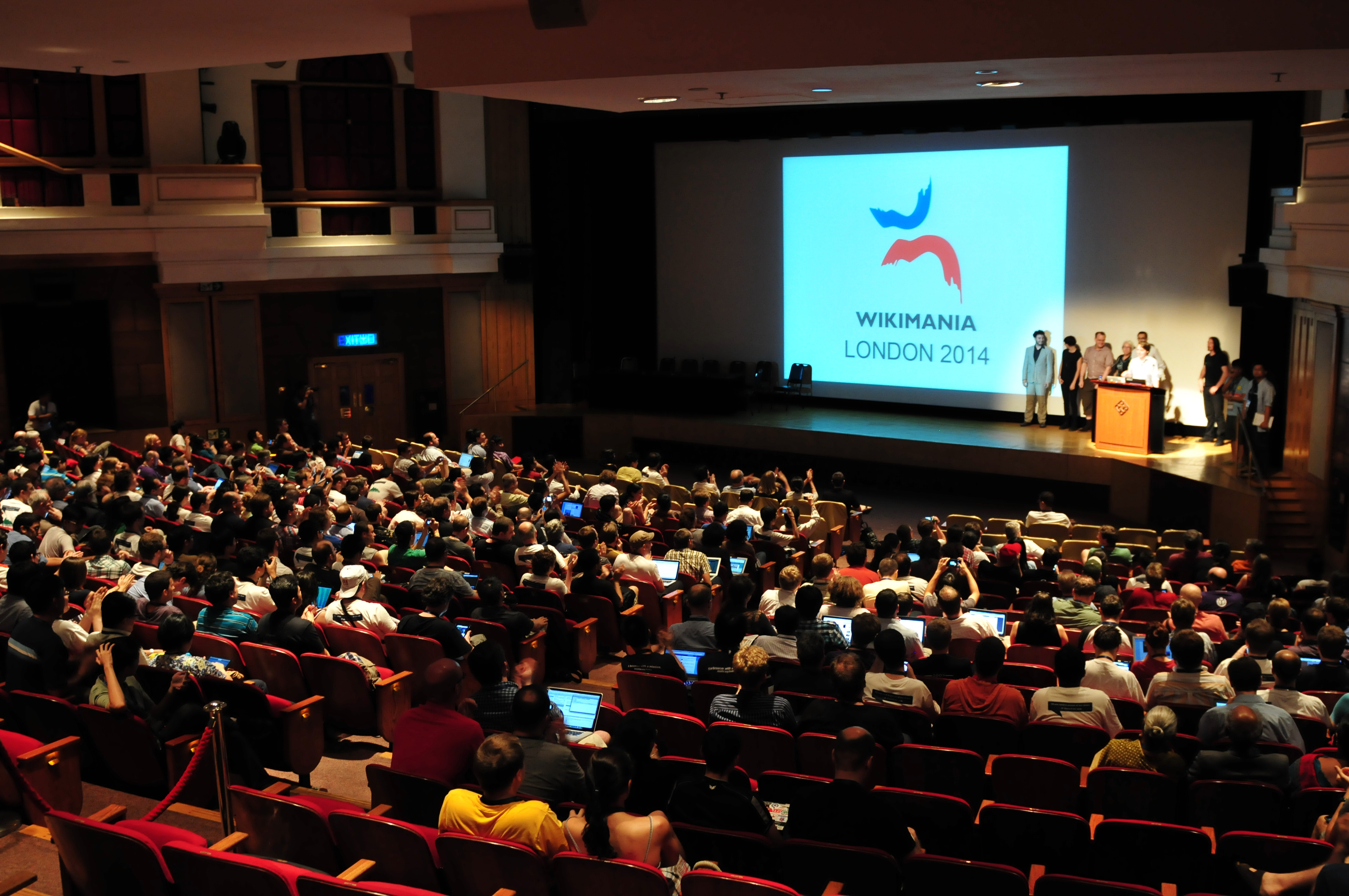
Încheierea evenimentului 2013 în Hong Kong

Wikimania este conferința anuală oficială a Fundației Wikimedia, care se organizează anual din anul 2005, în diferite locații. Subiectele prezentărilor și conferințelor includ studii, observații și experimente legate de proiectele fundației, în special Wikipedia, dar și de distribuirea liberă a cunoștințelor și informației.

## Edițiile Wikimania
| Logo                                              | Site           | Dată         | Oraș                       | Participanți                          | Arhiva prezentărilor         |
| ------------------------------------------------- | -------------- | ------------ | -------------------------- | ------------------------------------- | ---------------------------- |
|                                                   | Wikimania 2005 | 5-6 august   | Frankfurt                  | 380                                   | pezentări, video             |
|                                                   | Wikimania 2006 | 4–6 august   | Cambridge, Statele Unite   | 400                                   | prezentări, video            |
|                                                   | Wikimania 2007 | 3–5 august   | Taipei                     | 440                                   | Commons gallery              |
|                                                   | Wikimania 2008 | 17–19 iulie  | Alexandria, Egipt          | 650                                   | abstracte, prezentări, video |
|                                                   | Wikimania 2009 | 26–28 august | Buenos Aires               | 559                                   | pezentări, video             |
|                                                   | Wikimania 2010 | 9–11 iulie   | Gdańsk                     | cca. 500                              | prezentări                   |
|                                                   | Wikimania 2011 | 4–7 august   | Haifa                      | 720                                   | prezentări, video            |
|                                                   | Wikimania 2012 | 12–15 iulie  | Washington, D.C.           | 1.400                                 | prezentări, video            |
| Logo of Wikimania 2013                            | Wikimania 2013 | 7–11 august  | Hong Kong                  | 700                                   | presentations, video         |
|                                                   | Wikimania 2014 | 6–10 august  | Londra                     | 1.762                                 | prezentări, video            |
|                                                   | Wikimania 2015 | 15–19 iulie  | Mexico City                | 800                                   | prezentări, video            |
|                                                   | Wikimania 2016 | 21–28 iunie  | Esino Lario, Italia        | 1.200                                 |                              |
|                                                   | Wikimania 2017 | 9–13 august  | Montreal, Quebec, Canada   | 1.000                                 | prezentări, video            |
|                                                   | Wikimania 2018 | 18–22 iulie  | Cape Town, Africa de Sud   | 700                                   | prezentări, video            |
| Logo Wikimania Stockholm                          | Wikimania 2019 | 14-18 august | Stockholm, Suedia          | over 800                              | presentations, videos        |
| 2020: Fără Wikimania din cauza pandemiei COVID-19 |                |              |                            |                                       |                              |
| Logo Wikimania 2021                               | Wikimania 2021 | 13-17 august | Mediu virtual              |                                       | prezentări, video            |
| Logo Wikimania 2022                               | Wikimania 2022 | 11-14 august | Mediu virtual              |                                       | prezentări, video            |
| Logo Wikimania Singapore                          | Wikimania 2023 | 15-20 august | Singapore și Mediu virtual | 761 în persoană și peste 2105 virtual | prezentări, video            |
| Logo Wikimania 2024                               | Wikimania 2024 | 6-10 august  | Katowice, Polonia          |                                       | prezentări, video            |
|                                                   | Wikimania 2025 |              | Nairobi, Kenya             |                                       |                              |
|                                                   | Wikimania 2026 |              | Paris, Franța              |                                       |                              |

## Legături externe
- en Site-ul ediției curente a Wikimania
- en Wikimania la Meta-Wiki, un proiect Wikimedia